# Volcan de Tamasite
Il Volcan de Tamasite è stato un traghetto, appartenuto alla Naviera Armas dal 1996 al 2005. 

## Servizio
Varato il 19 dicembre 1974 nel cantiere navale Helsingør Værft A/S di Helsingør con il nome di Maren Mols e consegnato l'11 luglio 1975 alla Mols-Linien A/S, prende servizio nello stesso mese nei collegamenti tra Odden Færgehavn e Ebeltoft in sostituzione del vecchio Maren Mols.
Nel 1985 viene sottoposto ad intensi lavori di ristrutturazione.
Il 18 marzo 1996, con l'entrata in servizio del nuovo Maren Mols, viene ribattezzato Maren Mo.
Il 19 aprile 1996 termina il servizio sulla Odden Færgehavn-Ebeltoft e viene 18 giugno viene disarmato a Fredericia e messo in vendita.
Il 3 luglio 1996 viene venduto alla Naviera Armas, alla quale viene consegnato il 12 luglio e, ribattezzato Volcan de Tamasite, prende servizio nei collegamenti tra le Isole Canarie.
Nel 2004, con l'ingresso in flotta del nuovo Volcan de Tamasite, viene ribattezzato Tamasite. Poco tempo dopo, a causa di un grave guasto in macchina, viene disarmato a Las Palmas de Gran Canaria.
Nell'ottobre del 2004 ne viene annunciata la vendita ai cantieri di demolizione indiani di Alang e nel dicembre dello stesso anno salpa con il nome troncato in Tama per Alang, dove giunge il 27 gennaio 2005 e, posizionatosi alla fonda, viene spiaggiato il 10 febbraio successivo.

## Navi gemelle
- Moby Kiss